# Palfuria panner
Palfuria panner là một loài nhện trong họ Zodariidae.
Loài này thuộc chi Palfuria. Palfuria panner được Rudy Jocqué miêu tả năm 1991.